# 단사정계

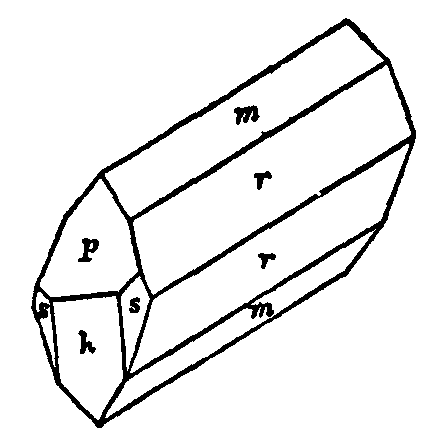

단사정계(單斜晶系, Monoclinic crystal system)는 3개의 벡터로 결정 구조를 기술하는 7 결정계 중의 하나이다. 단사정계에서 3개의 벡터는 길이가 서로 다르며, 4면은 직사각형이고 2면은 평행사변형인 사각기둥의 형상을 하고 있다. 세 벡터가 이루는 3개의 각 중에서 2개는 직각이고, 하나(평행사변형을 이루는 각)는 직각이 아니다.

## 브라베 격자
단사정계에는 두 종류의 브라베 격자가 존재한다. 하나는 단순 격자이고, 다른 하나는 저심 격자(base-centered)이며 각각 직사각형과 마름모꼴의 격자층을 가진다.
| 단순 단사정계      | 저심 단사정계        |
| ------------------ | -------------------- |
| Monoclinic, simple | Monoclinic, centered |

## 점군 목록
아래는 국제 표기법과 쇤플리스 표기법으로 표현된 단사정계에 속하는 점군의 목록이다.
| 이름            | 국제 표기법                    | 쇤플리스 표기법 | 예   |
| --------------- | ------------------------------ | --------------- | ---- |
| 완면상 단사정계 | {\displaystyle {\frac {2}{m}}} | C2h             | 석고 |
| 이극상 단사정계 | 2                              | C2              |      |
| 반면상 단사정계 | {\displaystyle m}              | C1h             | 자당 |

각 결정족은 6, 3, 4개의 공간군을 포함한다.

## 같이 보기
- 결정계
- 브라베 격자
- 결정학적 점군
- 공간군